# Ceratoserolis trilobitoides
Ceratoserolis trilobitoides is een pissebed uit de familie Serolidae. De wetenschappelijke naam van de soort is voor het eerst geldig gepubliceerd in 1833 door Eights.